# Paardenhaartaailing
De paardenhaartaailing (Gymnopus androsaceus) is een paddenstoel in de familie Omphalotaceae.  Deze vrij algemene soort komt voor in dennenbossen op voedselarme zandgrond en groeit op dennennaalden, schors, takjes en andere plantenresten. De paardenhaartaailing is een saprofyt.

## Kenmerken

### Uiterlijke kenmerken
Hoed
De kleine vliezige hoed heeft een diameter van 3 tot 10 mm. De kleur is vleeskleurig tot lichtbruin met een donkerbruin centrum. De vorm is gewelfd en het centrum ingedeukt.
Lamellen
De lamellen staan wijd uit elkaar en kleuren beige-roze.
Steel
De paddenstoel heeft een draaddunne zwarte of bruine steel. De lengte is 2-6 cm en de dikte 1 mm.

### Microscopische kenmerken
De elliptische tot nucleair gevormde, 6 tot 9 µm lange en 3 tot 4 µm brede sporen zijn glad, doorschijnend en inamyloïde. De basidia zijn 4-sporig, cystidia zijn afwezig. In de hoedhuid worden onregelmatige, borstelachtige hyfencellen gevonden met fijne en vingerachtige uitsteeksels.

## Verspreiding

Europees verspreidingsgebied

De schimmel komt voor in Noord-Amerika (Verenigde Staten, Noord-Afrika (Marokko), Noord-Azië (China, Korea, Japan). Er is zijn er waarnemingen geregistreerd uit uit Zuid-Amerika (Argentinië) en Australië. De schimmel wordt ook gevonden in IJsland en de Faeröer. Het komt wijdverspreid en is algemeen in Europa en komt voor van Zuid-Portugal via Spanje en Italië tot Griekenland en Bulgarije in het zuidoosten. Het wordt verspreid over Centraal-Europa en Fennoscandinavië en komt voor in West-Frankrijk via de Benelux-landen naar Groot-Brittannië en Ierland.
In Nederland komt de paddenstoel algemeen tot zeer algemeen voor.

## Trivia
De paddenstoel maakt een zuur wat kalmerend en pijnbestrijdend is.